# Ізмайловка (Казахстан)
Ізма́йловка (каз. Измайлов) — село у складі Кизилжарського району Північноказахстанської області Казахстану. Входить до складу Петерфельдського сільського округу.
Населення — 13 осіб (2021; 41 у 2009, 40 у 1999, 52 у 1989).
Національний склад станом на 1989 рік:
- росіяни — 65 %
- казахи — 23 %.